# Lijst van gemeenten in het departement Loire-Atlantique

Gemeenten in Loire-Atlantique naar stedelijk gebied

Hieronder volgt een lijst van de 221 gemeenten (communes) in het Franse departement Loire-Atlantique (departement 44).

## A
Abbaretz
- Aigrefeuille-sur-Maine
- Ancenis
- Anetz
- Arthon-en-Retz
- Assérac
- Avessac

## B
Barbechat
- Basse-Goulaine
- Batz-sur-Mer
- La Baule-Escoublac
- Belligné
- La Bernerie-en-Retz
- Besné
- Le Bignon
- Blain
- La Boissière-du-Doré
- Bonnœuvre
- Bouaye
- Bouée
- Bouguenais
- Bourgneuf-en-Retz
- Boussay
- Bouvron
- Brains

## C
Campbon
- Carquefou
- Casson
- Le Cellier
- La Chapelle-Basse-Mer
- La Chapelle-des-Marais
- La Chapelle-Glain
- La Chapelle-Heulin
- La Chapelle-Launay
- La Chapelle-Saint-Sauveur
- La Chapelle-sur-Erdre
- Châteaubriant
- Château-Thébaud
- Chauvé
- Cheix-en-Retz
- Chéméré
- La Chevallerais
- La Chevrolière
- Clisson
- Conquereuil
- Corcoué-sur-Logne
- Cordemais
- Corsept
- Couëron
- Couffé
- Le Croisic
- Crossac

## D
Derval
- Donges
- Drefféac

## E
Erbray

## F
Fay-de-Bretagne
- Fégréac
- Fercé
- Fresnay-en-Retz
- Le Fresne-sur-Loire
- Frossay

## G
Le Gâvre
- Geneston
- Gétigné
- Gorges
- Grand-Auverné
- Grandchamps-des-Fontaines
- La Grigonnais
- Guémené-Penfao
- Guenrouet
- Guérande

## H
La Haie-Fouassière
- Haute-Goulaine
- Herbignac
- Héric

## I
Indre
- Issé

## J
- Jans
- Joué-sur-Erdre
- Juigné-des-Moutiers

## L
Le Landreau
- Lavau-sur-Loire
- Legé
- Ligné
- La Limouzinière
- Le Loroux-Bottereau
- Louisfert
- Lusanger

## M
Machecoul
- Maisdon-sur-Sèvre
- Malville
- La Marne
- Marsac-sur-Don
- Massérac
- Maumusson
- Mauves-sur-Loire
- La Meilleraye-de-Bretagne
- Mésanger
- Mesquer
- Missillac
- Moisdon-la-Rivière
- Monnières
- La Montagne
- Montbert
- Montoir-de-Bretagne
- Montrelais
- Mouais
- Les Moutiers-en-Retz
- Mouzeil
- Mouzillon

## N
Nantes
- Nort-sur-Erdre
- Notre-Dame-des-Landes
- Noyal-sur-Brutz
- Nozay

## O
Orvault
- Oudon

## P
Paimbœuf
- Le Pallet
- Pannecé
- Paulx
- Le Pellerin
- Petit-Auverné
- Petit-Mars
- Pierric
- Le Pin
- Piriac-sur-Mer
- La Plaine-sur-Mer
- La Planche
- Plessé
- Pontchâteau
- Pont-Saint-Martin
- Pornic
- Pornichet
- Port-Saint-Père
- Pouillé-les-Côteaux
- Le Pouliguen
- Préfailles
- Prinquiau
- Puceul

## Q
Quilly

## R
La Regrippière
- La Remaudière
- Remouillé
- Rezé
- Riaillé
- La Roche-Blanche
- Rouans
- Rougé
- La Rouxière
- Ruffigné

## S
Saffré
- Saint-Aignan-Grandlieu
- Saint-André-des-Eaux
- Sainte-Anne-sur-Brivet
- Saint-Aubin-des-Châteaux
- Saint-Brevin-les-Pins
- Saint-Colomban
- Saint-Étienne-de-Mer-Morte
- Saint-Étienne-de-Montluc
- Saint-Fiacre-sur-Maine
- Saint-Géréon
- Saint-Gildas-des-Bois
- Saint-Herblain
- Saint-Herblon
- Saint-Hilaire-de-Chaléons
- Saint-Hilaire-de-Clisson
- Saint-Jean-de-Boiseau
- Saint-Joachim
- Saint-Julien-de-Concelles
- Saint-Julien-de-Vouvantes
- Saint-Léger-les-Vignes
- Sainte-Luce-sur-Loire
- Saint-Lumine-de-Clisson
- Saint-Lumine-de-Coutais
- Saint-Lyphard
- Saint-Malo-de-Guersac
- Saint-Mars-de-Coutais
- Saint-Mars-du-Désert
- Saint-Mars-la-Jaille
- Saint-Même-le-Tenu
- Saint-Michel-Chef-Chef
- Saint-Molf
- Saint-Nazaire
- Saint-Nicolas-de-Redon
- Sainte-Pazanne
- Saint-Père-en-Retz
- Saint-Philbert-de-Grand-Lieu
- Sainte-Reine-de-Bretagne
- Saint-Sébastien-sur-Loire
- Saint-Sulpice-des-Landes
- Saint-Viaud
- Saint-Vincent-des-Landes
- Sautron
- Savenay
- Sévérac
- Sion-les-Mines
- Les Sorinières
- Soudan
- Soulvache
- Sucé-sur-Erdre

## T
Teillé
- Le Temple-de-Bretagne
- Thouaré-sur-Loire
- Les Touches
- Touvois
- Trans-sur-Erdre
- Treffieux
- Treillières
- Trignac
- La Turballe

## V
Vallet
- Varades
- Vay
- Vertou
- Vieillevigne
- Vigneux-de-Bretagne
- Villepot
- Vritz
- Vue